# Lucilia vicina
Lucilia vicina är en tvåvingeart som beskrevs av Robineau-desvoidy 1830. Lucilia vicina ingår i släktet Lucilia och familjen spyflugor.
Artens utbredningsområde är Frankrike. Inga underarter finns listade i Catalogue of Life.